# Alberto Urdaneta
Alberto Urdaneta Urdaneta (Bogotá, 29 de mayo de 1845-Ibídem, 29 de septiembre de 1887), apodado El arquitecto de Cota y el Artista-soldado, fue un artista, periodista, escritor, catedrático, empresario, mecenas, agricultor y militar colombiano, miembro del Partido Conservador Colombiano.
Pese a su corta vida, Urdaneta destacó en varios y amplios ámbitos del conocimiento. Fue periodista y fundador de varios diarios a lo largo de su vida, destacó como patrocinador del arte; fue fotógrafo, grabadista, escritor, escultor, pintor y caricaturista político. También se dedicó a la agricultura, estudiando sistemas agrícolas novedosos que quiso implantar en su país. Pese a ser conservador, Urdaneta no tuvo problemas para asociarse con pensadores de todo tipo.
Fue el creador de la Escuela Nacional de Bellas Artes de Colombia, en 1886 y la Escuela de Grabado sobre madera. Tenía además una colección privada de diversas materias entre libros y obras de arte, muchos de los cuales hoy se conservan en distintos museos y centros educativos y culturales del país. Además es considerado como uno de los mejores pintores colombianos de finales del siglo XIX y un pionero de la xilografía.
Urdaneta fue el fundador y director de la revista cultural Papel Periódico Ilustrado, considerado como una obra pionera  en el periodismo y la cultura de Colombia, y un proyecto pacifista en una época de extrema polarización política, así como un referente en la cultura y el periodismo del país, en donde confluían los más grandes pensadores de su tiempo.
Desarrolló amistad con grandes personajes como Salvador Camacho y Rafael Núñez, que además de su fortuna, le permitieron dedicarse de lleno a todas sus ambiciones. En sus últimos años se le encargó la jefatura del ejército colombiano, de 1885 hasta su muerte inesperada en 1887. Hoy en día es considerado uno de los hombres más influyentes de la cultura colombiana, dada su extensa obra y los campos en los que trabajó y destacó (que no son pocos).

## Biografía
Alberto Urdaneta Urdaneta nació en Bogotá, República de Nueva Granada, el 29 de mayo de 1845, en el seno de una prestigiosa y muy rica familia de militares y diplomáticos de orígenes venezolano y uruguayo, siendo el cuarto de 7 hijos.

### Formación y primeras actividades
Inició sus estudios en 1852, siendo educado por jesuitas en el Instituto de Cristo -dirigido por José Joaquín Ortiz-, y luego en el Seminario de los Jesuitas de Bogotá, en 1854, y permaneció allí hasta la expulsión de los religiosos de Colombia en 1861; allí conoció a su amigo Manuel Briceño. Luego de su salida de las escuelas jesuitas se vinculó a la Academia Mutis, dirigida por José Caicedo Rojas, y recibiendo clases de pintura de José Celestino Figueroa.
Graduado en 1865 a los 20 años, viajó a París para completar su educación, donde se especializó en la agricultura y la ganadería, observando las técnicas ganaderas de Normandía También se dedicó al estudio de la pintura, siendo educado por Paul César Gariot, y viajó a España posteriormente. 
A su regreso de París, en 1868, Urdaneta fundó con José María Vargas y Salvador Camacho el periódico El Agricultor, medio por el que comenzó su carrera periodística y donde difundió sus conocimientos adquiridos en el campo agrícola durante su estancia en Francia. También puso en práctica las técnicas aprendidas en su hacienda Buenavista, recién heredada de su padre.
En 1870 empezó un proyecto de "afrancesar" su hacienda, haciéndole importantes reformas al paisaje de la construcción, incluyendo una capilla donde puso frescos de su autoría. Así empezó su interés por la arquitectura y el paisaje. Por esos años, diseñó la plaza principal del municipio de Cota, que quedaba cerca de su hacienda Buenavista. Al parecer Urdaneta se inspiró en la Plaza de la Concordia de París para los diseños de Cota.
En 1873 le solicitó al presidente Manuel Murillo Toro una licencia para la creación de la Academia Vásquez, que se hizo realidad por medio de la ley 98 de 1873. La escuela no pudo llegar a funcionar por la falta de recursos estatales, pese al empeño que le imprimieron Urdaneta y su socio el pintor mexicano Felipe Santiago Gutiérrez. La academia fue la base de su academia de bellas artes en 1886.
En 1875 quedó viudo de su joven esposa de 21 años, de quien no tuvo hijos; y en su honor creó una sala para niños desamparados en Bogotá, a donde se trasladó luego de vender Buenavista en 1876. La sala también albergaba un óleo de su difunta esposa, que fue quemado en el Bogotazo, en 1948.

### Guerra de las escuelas y exilio en Francia

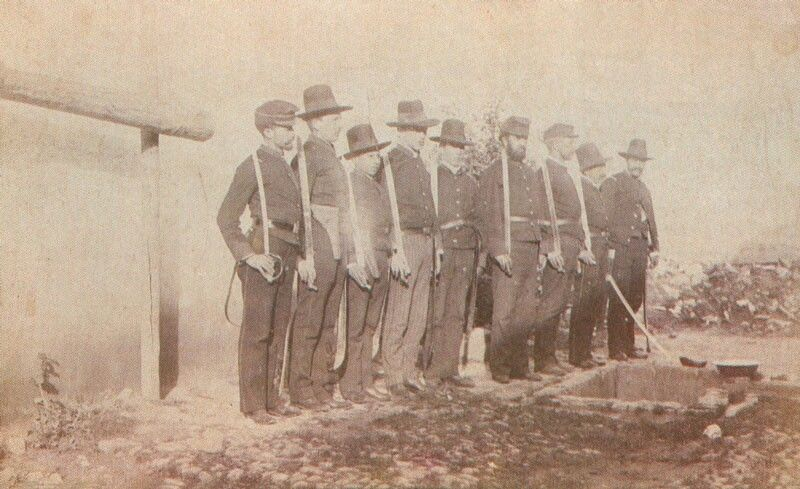
Los Mochuelos, 1876, por Julio Racines.

El 25 de agosto de 1876, Urdaneta se unió a la guerra peleando a favor del conservatismo, siendo hecho prisionero a principios de septiembre y llevado a los cuarteles del gobierno en Bogotá. Luego fue trasladado al San Bartolomé (donde había estudiado en su infancia), donde se dedicó a dibujar.
El otros jóvenes de la élite conservadora bogotana se habían unido a la guerrilla conservadora de El Mochuelo o Los Mochuelos, que fue fundada por su hermano Carlos María, y que tenía su centro de operaciones en el municipio de Soacha, cercano a Bogotá, con la que buscaba combatir al gobierno radical del presidente liberal Aquileo Parra, quien era respaldado por una guerrilla liberal conocida como Los Alcanfores. Pese a sus contradicciones, se sabe que ambos grupos se profesaban un respeto ceremonial.

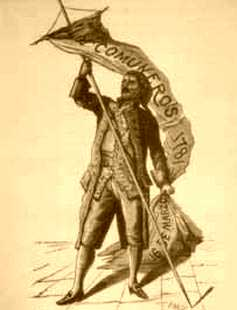
Francisco Medina grabado por Urdaneta. Éste grabado fue la portada del libro Centenario de los Comuneros, de 1881.

Gracias a su trayectoria de periodista y tras quedar en libertad tras el fin de la guerra, Urdaneta fundó el periódico El Mochuelo en 1877, que se convirtió en propulsor de las ideas antiparristas, y se caracterizó por tener caricaturas mordaces contra el gobierno, ilustradas por el propio Urdaneta. Se le recuerda especialmente por haberse retratado así mismo en forma de caricatura como un guerrillero armado con una pluma y lápiz. Pese a ello el periódico solo tuvo dos entregas por la clausura ordenada por el gobierno liberal. Curiosamente se fundó un medio contrario llamado El Ancanfor.
Las actividades de Urdaneta se consideraban subversivas y fue llevado a prisión por el gobierno de Parra. Su padre, José Urdaneta, se vio obligado a intervenir y aprovechando el estatus de la familia y su capital, logró negociar con el gobierno la excarcelación de Alberto a cambio del exilio obligado del periodista, quien huyó a París, donde se residenció hasta que terminó el gobierno que lo puso bajo arresto Allí Urdaneta fundó el periódico fundó la revista ilustrada Los Andes, publicación semanaria continental de género literario que estuvo en actividad hasta 1878, cuando pudo regresar a Colombia, considerada la primera de su tipo en Colombia. 
También mejoró su técnica con el pintor Jean-Louis Ernest Meissonier y asistió en 1879 a las reuniones de la Sociedad Geográfica, en donde se estaba discutiendo sobre el futuro Canal de Panamá. Meses después viajó a España con unos amigos colegas colombianos y recorrió varios lugares históricos importantes como la casa de Cervantes y la última de Colón, elaborando un libro con sus experiencias.

### Regreso a Colombia
En 1880 Urdaneta regresó a su país natal, trayendo consigo al grabador español Antonio Rodríguez, quien trabajaba en Le Monde Ilustré de París, y fundaron la Escuela de Grabado en madera, que primero funcionó en su casa, y luego se trasladó al Claustro de San Bartolomé, comenzando labores en abril de 1881. Allí formó a los grabadores que trabajarían en su principal ambición pocos años después. También publicó un libro conmemorativo de los 100 años de la Insurrección de los Comuneros, el cual él mismo también ilustró.

### Papel Periódico Ilustrado (PPI)

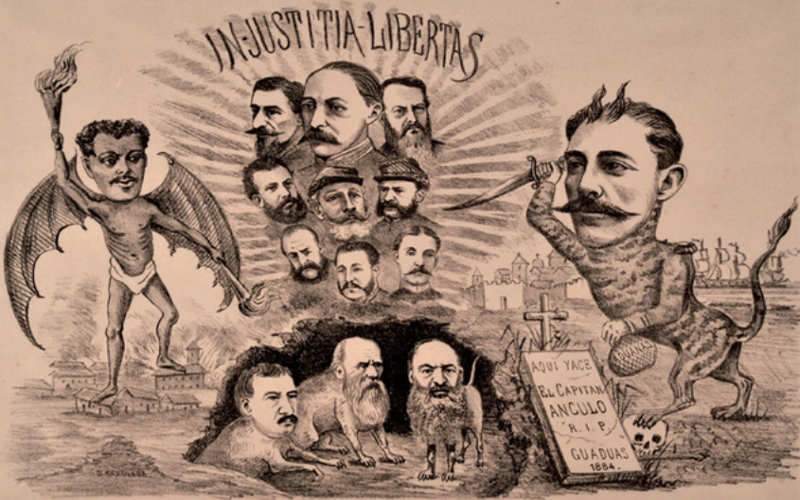
In Iustitia Libertas, 1884. Atribuido a Urdaneta.

Su principal proyecto fue la publicación Papel Periódico Ilustrado que fundó en 1881, y donde trabajaba de la mano de los mejores grabadores y escritores del país en ése momento, como Alfredo Greñas, Jorge Crane, Julio Flores y Ricardo Moros Urbina. La publicación llegó a considerarse como uno de los proyectos más importantes de Colombia en el siglo XIX.
Contenía las secciones Historia, Ciencias, Tipos-visitas y otros, Crónicas de Santafé, Bellas artes, Agricultura, Lectura y Contemporáneos. El primer número salió a la venta el 6 de agosto de 1881, y continuó de manera ininterrumpida y de forma mensual hasta el 28 de abril de 1888.

### Otras actividades
En 1881 Urdaneta alternó sus labores en la escuela de grabado con una cátedra de arte en la Escuela de Literatura, enseñando grabado; y de jurisprudencia en la Universidad Nacional. También fue incluido por la Academia Colombiana de Historia entre sus miembros, con motivo de la celebración de los 100 años del nacimiento de sabio venezolano Andrés Bello. Finalmente fue nombrado miembro de la Junta de Beneficencia de la Sociedad Filantrópica de Bogotá.
En 1883 se dedicó a estudiar a Simón Bolívar a través de más de 180 representaciones del militar. Sus observaciones y estudios detallados fueron publicados en su periódico como Esjematología del Libertador, y que se ha usado como base de otras investigaciones sobre el militar. También en ese año viajó a Caracas en representación de Colombia, para los homenajes del centenario a Bolívar.
El 29 de junio de 1884, Urdaneta se asoció con varios intelectuales y políticos y fundó El Ateneo de Bogotá, donde colaboraban Rafael Pombo, Froilán Largacha, Julián Trujillo, José María Quijano Wallis, Salvador Camacho y José Manuel Marroquín, lo que convirtió al grupo en un centro de pensamiento neutral a cualquier vertiente política, ya que sus miembros eran liberales y conservadores de todos los matices. También en ese año fundó con el fotógrafo Julio Racines Bernal la empresa Rancines y Cía, una de las primeras sociedades de fotografía en Colombia. Su labor como fotógrafo también fue muy reconocidaː

"Las excursiones de Urdaneta eran frecuentes con el objeto de tomar vistas fotográficas de los principales monumentos y edificios, obras inmortales de nuestros antepasados".
Eduardo Serrano, 1983.

En 1885 y en medio de la guerra civil que azotaba el país, el presidente Núñez hizo oficial efectivo dentro del escalafón militar colombiano a Urdaneta, y fue enviado como sargento mayor de la reserva a campañas militares en Guaduas y Villeta para enfrentar a los rebeldes liberales. También ejerció como fiscal en el proceso del militar liberal Ricardo Gaitán Obeso y sus compañeros de armas, que fueron acusados del intento de asesinato contra el presidente conservador Rafael Núñez.

### Academia de Bellas Artes de Colombia
El 20 de julio de 1886, con el apoyo del presidente Núñez, Urdaneta fundó la Escuela Nacional de Bellas Artes de Colombia, además de ser su primer director y un catedrático frecuente en ella. La academia de bellas artes unió en un solo centro de pensamiento como la Academia de Música, la Escuela de Escultura y Ornamentación y la Escuela de Arquitectura con su Academia Vásquez. Los maestros de la academia fueron, entre otros, Mariano Santamaría, César Sighinolfi, Pantaleón Mendoza, y el propio Urdaneta.  
Para celebrar la fundación del centro artístico, Urdaneta organizó entre el 4 de diciembre de 1886 y el 20 de febrero de 1887 la I Exposición Anual de Bellas Artes, donde incluyó obras suyas, obras en sitios públicos, religiosos y colecciones privadas (incluyendo obras de sus maestros de la infancia y juventud como los Figueroa), para un total aproximado de 1200 piezas. La muestra es considerada como una de las más importantes y completas en la historia del país.

### Comandancia de las Fuerzas Militares (1886-1887)
El 14 de octubre de 1886 Urdaneta fue nombrado por el gobierno del encargado presidencial José María Campo Serrano, Jefe del Estado Mayor del Ejército en Primera División, con el rango de General de Brigada, lo que significa que se le encargó la comandancia general del Ejército colombiano. Estuvo en el cargo hasta su prematura muerte en 1887.

### Enfermedad y muerte
En abril de 1887, la enfermedad empezó a aquejar a Urdaneta, quien suspendió temporalmente la circulación de PPI. Meses antes de morir, durante su cumpleaños no. 45, Urdaneta recibió de manos de sus amigos el libro Homenaje de amistad, con el que varios de sus colaboradores cercanos e influyentes personajes quisieron plasmar su agradecimiento a la vida y obra del artista. 
Rafael Urdaneta falleció en Bogotá, el 29 de septiembre de 1887 a la temprana edad de 42 años. Sus restos fueron llevados al Cementerio Central de Bogotá, donde también estaban algunos de sus amigos (a quienes les elaboró sus tumbas), y actualmente se encuentran en el mausoleo que le dedicó a su esposa Sofía. El presidente Núñez decretó honores estatales para el fallecido Urdaneta.

## Familia

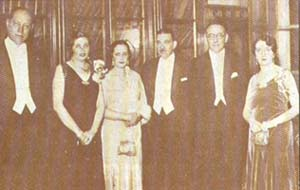
Su sobrino segundo, Roberto Urdaneta, junto a Enrique Olaya Herrera, Alfonso López Pumarejo y sus esposas, 1934.

Alberto perteneció a la prestigiosa familia aristocrática de los Urdaneta, entre cuyos miembros estaban destacados militares y diplomáticos colombianos y venezolanos. Era el cuarto hijo del terrateniente José María Urdaneta Camero y de Adelaida Urdaneta Girardot, quienes eran parientes cercanos. Alberto era hermano del militar Carlos María, Matilde, Alejandro, Daniel y Margarita Urdaneta Urdaneta. En segundas nupcias, su padre contrajo matrimonio con Helena Calvo Campuzano, con quien tuvo a las media hermanas de Alberto, María Helena y Sofía Urdaneta Calvo.
Su madre era sobrina del militar colombiano Atanasio Girardot Díaz, sobrina nieta del padre de éste, el oficial francés Louis Girardot, e hija del militar uruguayo Francisco Urdaneta y González, quien también era pariente de José Narciso. Francisco a su vez era primo del militar venezolano Rafael Urdaneta Farías, cercano a Bolívar y presidente de facto de Colombia entre 1830 y 1831. 
Su tío Enrique fue el padre del oficial de la policía Roberto Urdaneta Gómez, dos veces director de esa institución, y por tanto su primo; el hijo de éste fue el exdesignado a la presidencia, Roberto Urdaneta Arbeláez (quien asumió el poder por la enfermedad del titular Laureano Gómez en 1951), casado con Clemencia Holguín, una de las hijas del expresidente Carlos Holguín Mallarino.

### Matrimonio
Estuvo casado con Sofía Arboleda Mosquera, desde el 23 de octubre de 1872, quien murió a los 21 años tres años después, el 28 de mayo de 1875. Urdaneta jamás se volvió a casar y no tuvo descendencia. 
Su esposa era hija del político conservador Julio Arboleda Pombo, quien ocupó brevemente la presidencia; y sobrina del poeta Sergio Arboleda Pombo. Los hermanos Arboleda estaban emparentados con la familia Pombo, a la que pertenecían también el militar Lino de Pombo y su hijo, el poeta Rafael Pombo Rebolledo. Rafael llegó a decir de Sofía que era "un relámpago de belleza".
Por otra parte, Sofía era hija de Sofía Mosquera y Hurtado, primera dama de Colombia en 1861, quien estaba emparentada con el poderoso clan Mosquera, al que pertenecían Joaquín y Tomás Cipriano de Mosquera (ambos presidentes de Colombia en diferentes épocas), así como sus hermanos gemelos Manuel María y Manuel José Mosquera y Arboleda.

## Obra
En su extensa y prolífica obra, Urdaneta destacó en varios campos del conocimiento.

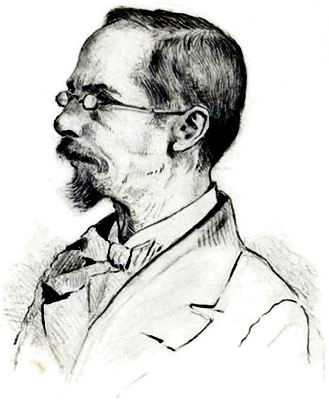
Grabado de Rafael Pombo, por Urdaneta.

### Pintura
- La Voluntaria (1868)ː Desaparecido.
- La Segadora; El Labrador; El Carretero (antes de 1870).
- El genio de las flores (1872).
- La caridad (sin fecha).
- Dama vestida de blanco (1874).
- Ricaurte en San Mateo (sin fecha).
- Simón Bolívar (sin fecha).
- Retrato de Sofía Arboleda de Urdaneta (1875)ː Destruido en El Bogotazo, 1948.
- Gonzalo Jiménez de Quesada muerto (1875).
- Balboa descubriendo el Mar del Sur (1877).

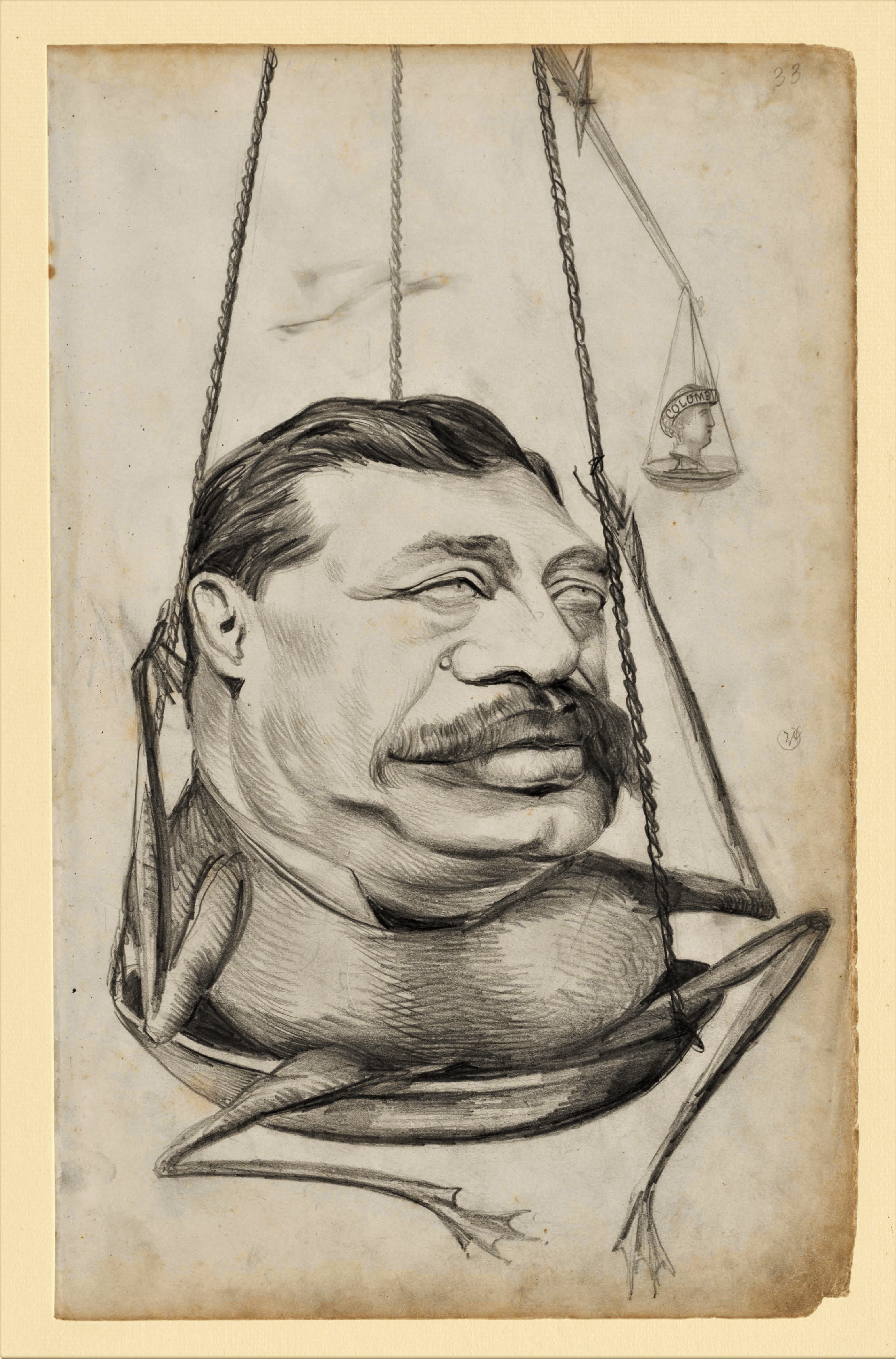
El Sapo, 1880.

- Caldas marcha al suplicio (1880).

### Grabados y caricaturas
- Matea Bolívar, 1883.
- Ecos de mi segunda prisión (1876-1877).
- Ilustraciones de El Mochuelo (1877).
- General Guasca sobre Manuel Briceño (sin fecha).
- El Sapo sobre Ramón Gómez (1880).
- Los genios de la pluma (1877 o 1878).
- Ilustraciones de su libro Centenario de los Comuneros (1881).
- Interior de la clase de dibujo.
- Mochuelos volando en la noche.
- Álbum Personajes nacionales (1881-1887).
- Ilustraciones de Papel Periódico Ilustrado (1881-1887).
- Álbum Caparrapi y Guadas (1885).
- Álbum Cuadernillo de apuntes (1886).

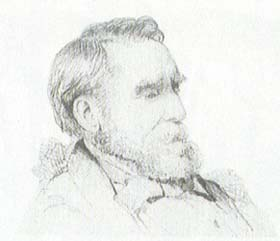
Rafael Núñez, 1885.

### Escritura
- Una excursión a España, en la obra Repertorio Colombiano, de Carlos Martínez Silva (1879).
- Centenario de los Comuneros (1881).
- Esjematoligía del Libertador (1883).
- Lecciones de perspectiva y otros asuntos de dibujo (1886).

### Fotografía
- Cascada (sin fecha).
- Fotografía del taller de Alberto Urdaneta (sin fecha).

### Prensa
- El Agricultor (1869).
- El Mochuelo (1877).
- Los Andes (1877-1878).
- Papel Periódico Ilustrado (1881-1888).

### Arquitectura y escultura
- Hacienda Buenavista.
- Mausoleo de Sofía Arboleda de Urdaneta.
- Tumba de Manuel Briceño.
- Tumba de Juan E. Ulloa.
- Monumento a José María Ponce de León.
- Plaza Central de Cota
- Plano o Guion de la primera exposición anual de bellas artes (1886).

## Legado
La incursión de Alberto con sus hermanos Carlos María y Alejandro en la guerra de 1876 dio lugar a diversas leyendas sobre su supuesto amor al despilfarro y a las excentricidades. Incluso fueron retratados por los escritores José Manuel Marroquín, José María Rivas, Alejandro Borja y José Asunción Silva, en sus obras; e incluso en la cultura popular de la ciudad de Bogotá.
Se adjudica a Urdaneta la institucionalización del arte en Colombia, ya que dedicó su vida a crear centros académicos donde se formaba a nuevos artistas, a quienes vinculaba a sus proyectos periodísticos y académicos, como Papel Periódico Ilustrado. También fue un mecenas del arte, creando galerías y centros de exposición para exponer obras de sus amigos, sus maestros y sus propios trabajos. Respecto a esto llegó a decir en 1873ː

"Un país civilizado, no puede vivir sin artes"
Alberto Urdaneta, 1873.

Con la muerte de Urdaneta, su proyecto Papel Periódico Ilustrado continuó hasta el 28 de abril de 1888, cuando los nuevos directivos decidieron lanzar tres números en uno solo, en honor al fallecido fundador. Desde ese día la publicación se interrumpió.
Actualmente uno de los barrio del municipio de Soacha se conoce hoy como El Mochuelo, porque era allí era donde Urdaneta se reunía con sus compañeros de armas (los Mochuelos) en 1876. La trayectoria de Urdaneta como guerrillero fue recogida en el libro Los Mochelos, de Enrique de Narváez.
Entre 2021 y 2022 la Biblioteca Nacional de Colombia organizó la exposición Imágenes ocultas: dibujos, grabados y acuarelas en las colecciones de la Biblioteca Nacional de Colombia, en la cual se exhibieron grabados y acuarelas hechos por Urdaneta. Adicionalmente varias de sus obras se encuentran en el Museo Nacional de Colombia.